# مارتا جيجا
مارتا جيجا (بالبولندية: Marta Gęga)‏ مواليد 16 أبريل 1986 في بولندا، هي لاعبة كرة يد بولندية تلعب كظهير أيسر. مثلت منتخب بولندا لكرة اليد للسيدات.

## سجل المنافسة
شاركت في البطولات التالية:
- بطولة أوروبا لكرة اليد للسيدات 2014
- بطولة أوروبا لكرة اليد للسيدات 2016

## روابط خارجية
- مارتا جيجا على موقع الاتحاد الأوروبي لكرة اليد (الإنجليزية)